# University College Dublin Association Football Club
Maillots
Actualités
Le University College Dublin Association Football Club est un club de football irlandais basé à Dublin. A l'issue de la saison 2021, L'University College Dublin Association Football Club retrouve la Premier Division après avoir remporté les matchs de barrages face à Waterford, deux ans après avoir été relégué en Frist Division. 

## Historique
- 1895 : fondation du club
- 1984 : 1re participation à une Coupe d'Europe (C2, saison 1984/85)

## Bilan sportif

### Palmarès
- Championnat d'Irlande de deuxième division
  - Vainqueur : 1995, 2009 et 2018
  - Vainqueur des barrages, accession en Premier League, 2021

- Coupe d'Irlande
  - Vainqueur : 1983-1984

- Supercoupe d'Irlande
  - Vainqueur : 2000

### Bilan européen
Note : dans les résultats ci-dessous, le score du club est toujours donné en premier.
| Saison    | Compétition      | Tour                | Club                 | Domicile | Extérieur | Total  |
| --------- | ---------------- | ------------------- | -------------------- | -------- | --------- | ------ |
| 1984-1985 | Coupe des coupes | Seizièmes de finale | Everton FC           | 0 - 0    | 0 - 1     | 0 - 1  |
| 2000      | Coupe Intertoto  | Premier tour        | Velbazhd Kyoustendil | 3 - 3    | 0 - 0     | 3 - 3E |
| 2015-2016 | Ligue Europa     | Premier tour Q      | F91 Dudelange        | 1 - 0    | 1 - 2     | 2E - 2 |
| 2015-2016 | Ligue Europa     | Deuxième tour Q     | Slovan Bratislava    | 1 - 5    | 0 - 1     | 1 - 6  |

Légende
- Victoire ou qualification pour le tour suivant
- Match nul
- Défaite ou élimination de la compétition

## Entraîneurs du club
- 2003-2009 : Pete Mahon  Irlande